# Oonopinus centralis
Oonopinus centralis là một loài nhện trong họ Oonopidae.
Loài này thuộc chi Oonopinus. Oonopinus centralis được Willis J. Gertsch miêu tả năm 1941.